# Fühlerlehre

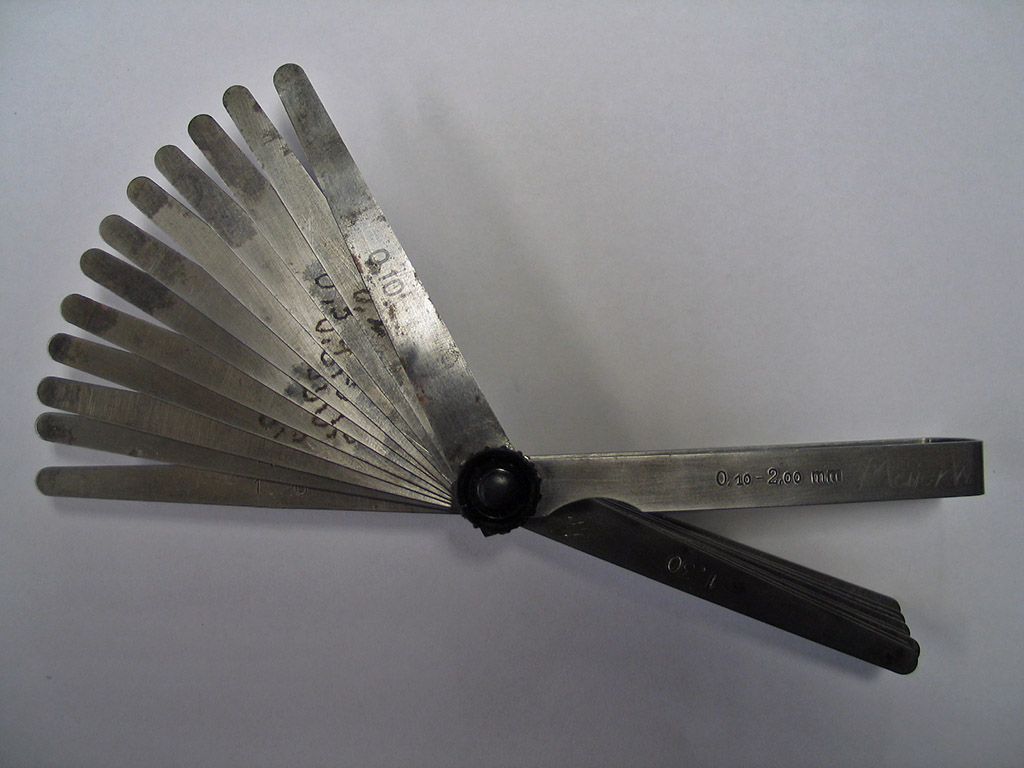
Fühlerlehre

Die Fühlerlehre (auch Fächerspion oder Ventillehre) ist eine Maßlehre. Die Lehre hat ein genau definiertes Maß, so kann sie als Prüfkörper in einen Spalt eingeführt werden, um zu prüfen, ob die Maße des Spaltes dem Sollwert entsprechen. Fühlerlehren werden besonders dort eingesetzt, wo das Messen mit Messschiebern oder anderen Messgeräten nicht möglich oder sehr umständlich ist.

## Aufbau

Konische (oben) und parallele (unten) Fühlerlehren

Eine Fühlerlehre besteht aus einem Satz genau kalibrierter, selten auch gehärteter Blechstreifen unterschiedlicher Dicke. Die einzelnen Blechstreifen sind häufig in einem Fächer zu einem kompakten Messwerkzeug zusammengebaut, bei dem sich die jeweils benötigte Blechdicke ausschwenken lässt; es gibt auch einzelne Fühlerlehren. Jeder Blechstreifen enthält einen Aufdruck mit der Dicke. Eine typische Fühlerlehre hat einen Prüfbereich von 0,05 mm bis 1,00 mm. In der DIN 2275 sind die Abmessungen, die Härte und die Beschriftung von Fühlerlehren genormt. Die Norm gilt jedoch nur für Fühlerlehren und Fühlerlehrensätze aus Stahl mit einer Mindestlänge von 100 mm. Außerdem werden zwei Toleranzklassen angegeben, die sich in ihren Werten an den Abmaßen der deutschen Stahlindustrie orientieren. Die einzelnen Blechstreifen sind entweder rechteckig oder konisch geformt. Neben Fühlerlehrensätzen werden auch Fühlerlehrenbänder in 5-Meter-Dosen hergestellt.

## Anwendung

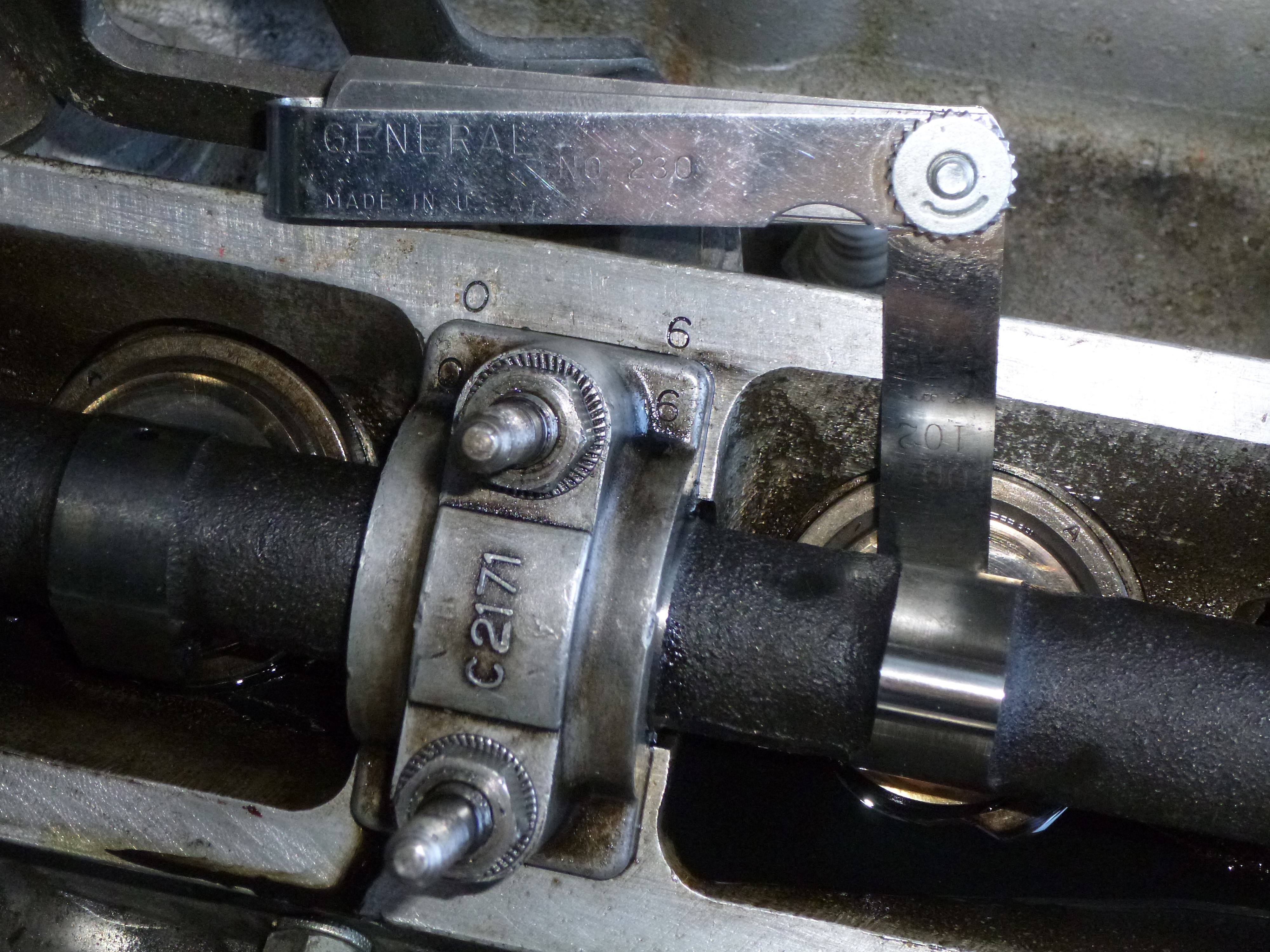
Messung des Ventilspiels mittels Fühlerlehre zwischen Nockenwelle und Tassenstößel, hier 0,004 inch ≈ 0,102 mm

Zum Prüfen führt man die stärkste mögliche Lehre in den Spalt ein und kann damit die Spaltbreite durch Ablesen der Blechstärke bestimmen. Verwendet wird sie zum Beispiel zum Einstellen von elektrischen Kontaktschaltern oder zum Anpassen von Blechscheren an die Stärke des zu schneidenden Materials. Im Maschinen- und Getriebebau werden durch maßliche Toleranzen verbleibende Spalte maßlich bestimmt und Distanzscheiben daraufhin angepasst. In der Messtechnik wird mit ihr geprüft, ob das mit einem Koordinatenmessgerät zu messende Objekt eben auf dem Messtisch aufliegt. In der Kfz-Technik wird sie unter anderem zum Messen des Ventilspiels, zum Einstellen des Abstandes eines Unterbrecherkontakts und einer Zündkerze benötigt. Wird ein Spalt oder ein Innenmaß mit einer Fühlerlehre oder Endmaßen gemessen, so bezeichnet man dies auch als „ausblocken“.